# Hadżdżi Babaj-e Sofla
Hadżdżi Babaj-e Sofla (pers. ‏حاجي باباي سفلي‎) – wieś w Iranie, w ostanie Azerbejdżan Zachodni, w szahrestanie Takab. W 2006 roku liczyła 173 mieszkańców.